# Jipangan
Jipangan is een bestuurslaag in het regentschap Boyolali van de provincie Midden-Java, Indonesië. Jipangan telt 2209 inwoners (volkstelling 2010).